# عاشقان موسي (مقاطعة إسلام آباد غرب)
عاشقان‌موسي (بالفارسية: عاشقان‌موسی) هي قرية تقع في قسم حومة الشمالي الريفي (مقاطعة إسلام آباد غرب) في إيران. يقدر عدد سكانها بـ 162 نسمة بحسب إحصاء 2016.